# Kríkello
Kríkello (en grec moderne : Κρίκελλο) est un village de Grèce-Centrale, en Grèce, appartenant au dème de Karpenísi et au nome d'Eurytanie. Selon le recensement de 2011, sa population était de 161 habitants.